# کنوانسیون چارچوب سازمان ملل متحد درباره تغییر اقلیم
کنوانسیون چارچوب سازمان ملل متحد درباره تغییر اقلیم یا کنوانسیون چارچوب تغییر اقلیم در سازمان ملل (به انگلیسی: UNFCCC یا United Nations Framework Convention on Climate Change) معاهده‌ای بین‌المللی دربارۀ محیط زیست جهت مبارزه با تداخل خطرناک انسان در سیستم آب و هوا است که توسط بخش محیط زیست و توسعهٔ سازمان ملل متحد اداره می‌شود. هدف این معاهده پایدارسازی مقدار گازهای گلخانه‌ای در جو زمین برای جلوگیری از مشکلات آتی آب‌وهوایی در جهان است. این معاهده سال ۱۹۹۲ توسط ۱۵۴ کشور در کنفرانس اوج زمین در ریودوژانیرو امضا شد.